# 歐定興
歐定興（1980年10月16日—），前臺灣男演員，曾演出過《流星花園》陳青和一角。

## 個人生活
2010年歐定興接受《自由時報》專訪中表示王心凌的初戀是我，並講述交往兩個多月就分手。
2009年5月間，歐定興用萬能鑰匙偷騎走停放路邊的機車，並於同年6月被警方查獲。

## 作品

### 電視劇
- 2001年 《流星花園》飾演 陳青和
- 2001年 《貧窮貴公子》飾演 次郎
- 2001年 《蜜桃女孩》飾演 OD
- 2002年 《流星花園Ⅱ》飾演 陳青和
- 2002年 《來我家吧》飾演 荒木
- 2003年 《原味的夏天》飾演 楊鐵生
- 2004年 《求婚事務所》第四單元〈畢業生〉 飾演 地獄拉麵

### 主持
- 东风卫视《亚洲娱乐中心》
- 东风卫视《恶童探险记》
- 八大綜合台《娱乐百分百》
- TVBS-G《娱乐新闻》主播

## 外部連結
- 歐定興Edward的Facebook專頁
- 歐定興的新浪微博
- 歐定興在互联网电影资料库（IMDb）上的資料（英文）（英文）
- 歐定興在豆瓣上的资料（简体中文）